# Mason Mount
Mason Tony Mount (født 10. januar 1999) er en engelsk professionel fodboldspiller, som spiller for Premier League-klubben Manchester United og Englands landshold.
Mount sluttede sig til Chelseas ungdomsakademi i en alder seks år, og begyndte sin seniorkarriere på udlån til Vitesse i den hollandske Eredivisie i sin første sæson, og i sin anden sæson var han udlånt til Championship-klubben Derby County. Han imponerede her, og blev en del af Chelsea-truppen sæsonen efter som resultat.

## Klubkarriere

### Ungdom
Mount blev født i Portsmouth, Hampshire. Hans far Tony var en spiller og manager på ikke-liganiveau med lokale klubber som Havant Town. Han spillede U/6-fodbold i lokale ligaer som fireårig og tilbragte en dag om ugen i træning i akademierne i Portsmouth og Chelsea. Mount kom til Chelsea i en alder af seks år, i 2005. Han debuterede U/18 holdet som 15-årig i sæsonen 2013-14, og tilføjede flere flere optrædener i den følgende sæson. Mount spillede videre for både hold under 18 og under 21 i sæsonen 2016-17, hvor han scorede 10 mål i 30 optrædener. Han underskrev en ny fireårs kontrakt med Chelsea i juli 2017.

#### Leje ophold i Vitesse og Derby
Mount sluttede sig til den hollandske Eredivisie-klub Vitesse den 24. juli 2017 på et sæsonlangt lån. Han fik sin debut den 26. august, som en indskiftning i det 77. minut under Vitesses 2-1 hjemme nederlag mod AZ Alkmaar. Den følgende måned fik han sin første start i Vitesses KNVB Cup nederlag i første runde på udebane til Swift, der lå i den femtebedste hollandske række. Mount spillede hele kampen som endte 0-0 i ordinær tid, hvorefter Swift vandt 5-3 i en straffesparkskonkurrence. Han scorede sit første mål for Vitesse den 1. oktober i det 76. minut af en 1–1 hjemme uafgjort med FC Utrecht. Mount deltog flere gange i ugens Eredivisie-hold, og blev ved sæsonens udgang kåret som årets spiller i Vitesse.
Under Vitesses Eredivisie Europa League playoffs semifinaler første opgør mod ADO Den Haag den 9. maj 2018, scorede Mount sit første hattrick, da Vitesse vandt 5-2 på udebane. I det andet opgør scorede Mount det andet mål i en 2-1 sejr, da Vitesse vandt 7–3 samlet. I første etape af finalen mod FC Utrecht åbnede Mount scoringen, men fik et gult kort og var derfor suspenderet til det andet opgør som Vitesse vandt med 2-1. Mount spillede 39 optrædener i alle konkurrencer for Vitesse og scorede 14 gange inden han vendte tilbage til Chelsea.
Mount sluttede sig til Championship-klubben Derby County den 17. juli 2018 på et sæsonlangt lån. I sin debut for Derby scorede og udlignede han i det 60. minut den 3. august 2018, under en 2–1 sejr på udebane over Reading FC. Mount blev sidestillet i to måneder efter at have fået en baglårsskade i en FA Cup-kamp mod Accrington Stanley. Han vendte tilbage i en 6-1 sejr over Rotherham United, hvor han tilkæmpede sig et straffespark, som holdkammerat Martyn Waghorn scorede. To uger senere scorede han sit andet seniorhattrick i en 4–0 ligakamp mod Bolton Wanderers og holdt Derby inde i kampen om oprykningsslutspillet.

### Chelsea

#### Sæson 2019–20: Gennembruddet på første holdet
Den 15. juli 2019, underskrev Mount en ny 5-årig kontrakt for Chelsea. Han fik sin debut for Chelsea den 11. august 2019 i et 0–4 nederlag på udebane mod Manchester United i Premier League. Han scorede sit første mål for Chelsea en uge senere mod Leicester City I Frank Lampards hjemmebanedebut som manager på Stamford Bridge, kampen endte 1–1, og ugen efter scorede han endnu et mål, denne gang imod Norwich City. Den 17. september, pådrog han sig en ankel skade mod Valencia CF i åbnings kampen i Champions League.
I marts 2020, skabte Mount problemer for ham selv, da han valgte at ignorere Chelseas regler for selvisolering under coronaviruspandemien. Mens hele holdet blev tvunget til at isolere sig selv på grund af Callum Hudson-Odois positive coronavirus-test, havde Mount forladt isolationen for at spille fodbold med venner, blandt andet med barndoms vennen West Hams Declan Rice. Den 22. juli 2020 blev han den første spiller fra Chelsea Academy, der fik sin første holddebut og mere end 50 optrædener i samme sæson. På den sidste spilledag i Premier League 2019-20 sæson i en 2-0 sejr over Wolves, Mount scorede det første mål på frispark og lagde op til det andet mål som Olivier Giroud scorede på som hjalp dem med at sikre sig en plads i 2020–21 UEFA Champions League.

#### Sæson 2020–21: Nøglespiller på førsteholdet
Mount startede 2020-21 sæsonen godt, da han var med i alle Chelsea kampe, inklusiv kampen mod Barnsley i den tredje runde i EFL Cup den 23 september, som endte med en 6–0 sejr på hjemmebane. Tre dage senere den 26 September, scorede Mount sit første sæsonmål mod West Bromwich Albion i en kamp der endte 3–3. Kampen efter brændte Mount det afgørende straffespark i straffesparkskonkurrencen, da Chelsea røg ud til Tottenham i en kamp der endte 5–4 i den fjerde runde af EFL Cup den 29 september. Han kom godt ind i det nye år, da han scorede i to kampe i streg, først på sin fødselsdag i en 4–0 sejr mod Morecambe i den tredje runde af FA Cuppen og så i en 1-0 udebanesejr mod Fulham. Den 24. januar 2021, var Mount kaptajn for Chelsea for første gang, i en 3–1 sejr over Luton Town i FA Cuppen, som også var Frank Lampards sidste kamp som cheftræner for Chelsea. Den 4. marts, scorede Mount det eneste mål da man slog Liverpool 1-0 i Premier League, og sørgede for de Liverpool tabte for femte gang i træk i ligaen på Anfield for første gang i Liverpools historie.
Mount scorede sit første europæiske mål da Chelsea vandt 2–0 over FC Porto i det første opgør i Champions League kvartfinalen den 7. april. Den 27. april 2021 spillede Mount hele kampen da Chelsea mødte Real Madrid på Alfredo Di Stéfano Stadium i Madrid, kampen endte 1-1. Den 5. maj 2021 scorede Mount det andet mål da Chelsea slog Real Madrid 2-0 i returopgøret, og dermed hjalp Mount sin barndomsklub til Champions League finalen. Den 29. maj 2021 startede Mount inde for Chelsea mod Manchester City i UEFA Champions League finalen, og lagde op til kampens eneste mål, der sikrede Chelsea sit 2. Champions League trofæ.

### Manchester United
Mount skiftede i juli 2023 til Manchester United.

## Landsholdskarriere

### Ungdomslandshold
Mount har repræsenteret adskillige af Englands ungdomslandshold. I 2016 var Mount med resten af holdet til U/17 EM i Georgien, hvor England røg ud til Spanien i kvartfinalen.
Mount var med til at vinde U/19 EM i 2017, hvor han blandt andet lagde op til det afgørende mål scoret af Lukas Nmecha til resultatet 2-1 mod Portugal i finalen. Han blev efterfølgende kåret til turneringens bedste spiller.
Mount blev også udtaget i Englands 23-mandstrup til U/21 EM i 2019.

### Seniorlandshold
Efter sin imponerende sæson i Vitesse, blev Mount inviteret af landstræner Gareth Southgate til at træne med A holdet en uge inden VM I 2018. Han blev senere indkaldt til seniorholdet til UEFA Nations League-kampe mod Kroatien og Spanien i oktober 2018.
Mount fik sin debut for England den 7. september 2019 da han blev indskiftet i det 67-minut i Englands 4–0 sejr over Bulgarien på hjemmebane i UEFA Euro 2020 Kvalifikation. Han scorede sit første mål for England den 17. november i en 4–0 sejr over Kosovo på udebane i UEFA Euro 2020 kvalifikation.

## Karriere statistikker

### Klub
| Klub               | Sæson          | Liga           | Liga  | Liga | Pokal turnering | Pokal turnering | Liga cup | Liga cup | Europa | Europa | Andet | Andet | Total | Total |
| Klub               | Sæson          | Division       | Kampe | Mål  | Kampe           | Mål             | Kampe    | Mål      | Kampe  | Mål    | Kampe | Mål   | Kampe | Mål   |
| ------------------ | -------------- | -------------- | ----- | ---- | --------------- | --------------- | -------- | -------- | ------ | ------ | ----- | ----- | ----- | ----- |
| Chelsea U23        | 2016–17        | —              | —     | —    | —               | —               | —        | —        | —      | —      | 3     | 0     | 3     | 0     |
| Vitesse (lån)      | 2017–18        | Eredivisie     | 29    | 9    | 1               | 0               | —        | —        | 6      | 0      | 3     | 5     | 39    | 14    |
| Derby County (lån) | 2018–19        | Championship   | 35    | 8    | 2               | 0               | 4        | 2        | —      | —      | 3     | 1     | 44    | 11    |
| Chelsea            | 2019–20        | Premier League | 37    | 7    | 6               | 1               | 1        | 0        | 8      | 0      | 1     | 0     | 53    | 8     |
| Chelsea            | 2020–21        | Premier League | 31    | 6    | 4               | 1               | 2        | 0        | 8      | 1      | —     | —     | 45    | 8     |
| Chelsea            | Total          | Total          | 68    | 13   | 10              | 2               | 3        | 0        | 16     | 1      | 1     | 0     | 98    | 16    |
| Karriere total     | Karriere total | Karriere total | 132   | 30   | 13              | 2               | 7        | 2        | 22     | 1      | 10    | 6     | 184   | 41    |

1. ↑  Inkludere KNVB Cup, FA Cup
2. ↑  Inkludere EFL Cup
3. ↑  Kampe i EFL Trophy
4. ↑  Kampe i UEFA Europa League
5. ↑  Kampe i Eredivisie Europa League play-offs
6. ↑  Kampe i Championship play-offs
7. 1 2  Kampe i UEFA Champions League
8. ↑  Kampe i UEFA Super Cup

### International
| Landshold | År    | Kampe | Mål |
| --------- | ----- | ----- | --- |
| England   | 2019  | 6     | 1   |
| England   | 2020  | 7     | 2   |
| England   | 2021  | 3     | 1   |
| Total     | Total | 16    | 4   |

Pr. Kamp spillet 31. marts 2021. Englands score er først anført, scorekolonnen angiver score efter hvert Mount-mål.
| No. | Date             | Venue                                  | Cap | Opponent | Score | Result | Competition                       | Ref.   |
| --- | ---------------- | -------------------------------------- | --- | -------- | ----- | ------ | --------------------------------- | ------ |
| 1   | 17 November 2019 | Fadil Vokrri Stadium, Pristina, Kosovo | 6   | Kosovo   | 4–0   | 4–0    | UEFA Euro 2020 qualification      | [ 62 ] |
| 2   | 11 October 2020  | Wembley Stadium, London, England       | 9   | Belgien  | 2–1   | 2–1    | 2020–21 UEFA Nations League A     | [ 63 ] |
| 3   | 18 November 2020 | Wembley Stadium, London, England       | 13  | Island   | 2–0   | 4–0    | 2020–21 UEFA Nations League A     | [ 64 ] |
| 4   | 28 March 2021    | Arena Kombëtare, Tirana, Albania       | 15  | Albanien | 2–0   | 2–0    | 2022 FIFA World Cup qualification | [ 65 ] |